# Autoroute 640
L’autoroute 640 (A-640), autrefois connue sous le nom d'autoroute des Mille-Îles est une autoroute du Québec longeant la rivière des Mille Îles sur la Rive-Nord de Montréal dans un axe est / ouest entre Oka et Repentigny. Elle dessert donc les régions des Laurentides et de Lanaudière et plus particulièrement les différentes villes de la Couronne Nord de Montréal.

## Description
Elle a été construite pour contourner Montréal par le nord, dans la mesure où elle devait traverser le lac des Deux-Montagnes ou la rivière des Outaouais et rejoindre l'A-40. Cette section n'est toujours pas construite et aucun plan n'est prévu pour le faire. L'A-640 mesure actuellement 53,1 km de long. En 2012, son extrémité ouest avec la route 344 et l'entrée du Parc national d'Oka a été transformé en carrefour giratoire éliminant le feu de circulation qui existait à cette intersection. Elle est accompagnée tout au long de son trajet par la route 344, de desserte locale qui peut aussi lui servir d'alternative lors de fermeture importante. Sa section la plus achalandée se situe entre les autoroutes Chomedey (A-13) et des Laurentides (A-15), avec un débit journalier de 116 000 véhicules.

## Historique
| Kilomètre | Année | Notes                                      |
| --------- | ----- | ------------------------------------------ |
| 0 à 8     | 1976  | Route 344 au Boulevard des Promenades      |
| 8 à 20    | 1961  | Du Boulevard des Promenades à Autoroute 15 |
| 20 à 38   | 1974  | Autoroute 15 à Route 337                   |
| 38 à 52   | 1972  | Route 337 à Autoroute 40                   |

À noter que l'échangeur A-40 / A-640 n'est devenu un échangeur autoroutier plus complet qu'au milieu des années 1990. De plus, le Boulevard des Promenades est en réalité le tracé original de l'autoroute. Quand il a été décidé de la prolonger au milieu des années 1970, le tracé de celle-ci a été corrigé plus au nord puisque l'urbanisation avait rejoint l'autoroute plus rapidement que prévu, ce qui a permis de desservir les localités de l'ouest de son extrémité actuelle et de créer une entrée directe au Parc national d'Oka (anciennement connu sous le nom Parc Paul-Sauvé).

## Liste des sorties
| MRC                             | Municipalité                         | km    | Sortie | Destinations | Notes |
| ------------------------------- | ------------------------------------ | ----- | ------ | --- | --- |
| Deux-Montagnes                  | Saint-Joseph-du-Lac                  | 0,00  | —      | R-344 – Oka, Kanesatake, Pointe-Calumet, Parc national d'Oka                                                           | Carrefour giratoire                                                                                                |
| Deux-Montagnes                  | Saint-Joseph-du-Lac                  | 2,00  | 2      | Saint-Joseph-du-Lac, Pointe-Calumet                                                                                    | Sortie direction ouest, entrée direction est                                                                       |
| Deux-Montagnes                  | Limite Saint-Eustache–Deux-Montagnes | 7,70  | 8      | Boulevard des Promenades – Deux-Montagnes, Sainte-Marthe-sur-le-Lac                                                    | |
| Deux-Montagnes                  | Saint-Eustache                       | 11,00 | 11     | R-148 (Boulevard Arthur-Sauvé) – Lachute, Saint-Eustache                                                               | |
| Deux-Montagnes                  | Saint-Eustache                       | 13,80 | 14     | 25e Avenue | |
| Thérèse-De Blainville           | Boisbriand                           | 15,90 | 16     | A-13 sud – Laval, Aéroport P.E. Trudeau                                                                                | Sortie 22 de l'A-13                                                                                                |
| Thérèse-De Blainville           | Boisbriand                           | 18,60 | 19     | Boisbriand | Sortie direction ouest via sortie 20                                                                               |
| Thérèse-De Blainville           | Limite Boisbriand–Sainte-Thérèse     | 19,60 | 20     | A-15 (Autoroute des Laurentides) – Montréal, Saint-Jérôme, Sainte-Thérèse (Centre-ville), Boisbriand, Aéroport Mirabel | Boisbriand indiqué en direction ouest, Sainte-Thérèse (Centre-ville) indiqué en direction est; sortie 20 de l'A-15 |
| Thérèse-De Blainville           | Limite Sainte-Thérèse–Rosemère       | 21,40 | 22     | R-117 – Blainville, Rosemère, Sainte-Thérèse                                                                           | Sainte-Thérèse indiqué en direction ouest seulement                                                                |
| Thérèse-De Blainville           | Blainville                           | 24,40 | 24     | Montée Lesage / Chemin du Bas-de-Sainte-Thérèse                                                                        | |
| Thérèse-De Blainville           | Lorraine                             | 26,20 | 26     | Lorraine | |
| Thérèse-De Blainville           | Bois-des-Filion                      | 27,50 | 28     | R-335 – Bois-des-Filion, Sainte-Anne-des-Plaines                                                                       | |
| Les Moulins                     | Terrebonne                           | 31,10 | 32     | Avenue Urbanova | Direction est seulement                                                                                            |
| Les Moulins                     | Terrebonne                           | 35,00 | 35     | Boulevard des Entreprises / Boulevard des Seigneurs                                                                    | |
| Les Moulins                     | Limite Mascouche–Terrebonne          | 38,00 | 38     | R-337 (Chemin Gascon) / Chemin des Anglais – Terrebonne, Mascouche                                                     | |
| Les Moulins                     | Limite Mascouche–Terrebonne          | 42,00 | 42     | A-25 / R-125 (Montée Masson) – Mascouche, Rawdon, Laval, Montréal                                                      | Laval indiqué en direction ouest seulement; indiqué sortie 42-S (sud) et 42-N (nord); sortie 25 de l'A-25          |
| Les Moulins                     | Limite Mascouche–Terrebonne          | 44,30 | 44     | Rue Louis-Hébert / Rue Charles-Aubert                                                                                  | |
| Les Moulins                     | Terrebonne                           | 45,50 | 45     | Montée Dumais | |
| Les Moulins                     | Terrebonne                           | 50,30 | 50     | Montée des Pionniers – Terrebonne                                                                                      | |
| Limite Les Moulins–L'Assomption | Limite Terrebonne–Charlemagne        | 51,60 | 52     | A-40 – Montréal, Québec, Aéroport P.E. Trudeau                                                                         | Indiqué sortie 52-O (ouest) et 52-E (est)                                                                          |
| L'Assomption                    | Charlemagne                          | 53,10 | —      | R-344 – Terrebonne, Repentigny                                                                                         | Intersection à niveau                                                                                              |
| - Accès incomplet               |                                      |       |        | | |